# 鳥取県道276号高橋松河原線
鳥取県道276号高橋松河原線（とっとりけんどう276ごう たかはしまつがわらせん）は、鳥取県西伯郡大山町を通る一般県道である。

## 概要
西伯郡大山町高橋から西伯郡大山町松河原に至る。2018年（平成30年）3月31日、終点が西伯郡大山町上市から同町松河原に変更され、路線名も「高橋下市停車場線」から変更された。

### 路線データ
- 起点：鳥取県西伯郡大山町高橋（鳥取県道30号赤碕大山線交点）
- 終点：鳥取県西伯郡大山町松河原（松河原交差点、国道9号交点）

## 歴史
- 2018年（平成30年）3月31日 - 鳥取県告示第219号・第220号により終点が西伯郡大山町上市（うわいち）・下市駅から同町松河原・松河原交差点に変更され、路線名も「鳥取県道276号高橋下市停車場線」から「鳥取県道276号高橋松河原線」に変更された[1]。これに伴い、西伯郡大山町松河原・松河原交差点 - 同町上市・下市駅間は大山町に移管された。
- 2020年（令和2年）3月31日 - 鳥取県告示第160号により終点で接続する鳥取県道269号松河原名和線が大山町に移管され、大山町道となった[2][3]。

## 地理

### 通過する自治体
- 鳥取県
  - 西伯郡大山町

### 交差する道路
| 交差する道路                              | 交差する場所 | 交差する場所        |
| ----------------------------------------- | ------------ | ------------------- |
| 鳥取県道30号赤碕大山線                    | 高橋         | 起点                |
| 鳥取県道329号淀江琴浦線 大山広域農道 重複 | 下市         |                     |
| 国道9号 / 中山名和道路                    | 下市         | [ 注釈 1 ]          |
| 国道9号 大山町道                          | 松河原       | 松河原交差点 / 終点 |

### 交差する鉄道
- 山陰本線

### 沿線
- JR西日本山陰本線 下市駅（終点付近）